# TRUTH (Bluem of Youthの曲)
『Truth』（トゥルース）はBluem of Youthの3枚目のシングル。1996年7月1日にエピックレコードジャパンよりリリースされた。

## 概要
- OVA『TWIN SIGNAL』主題歌。
- 現在は廃盤になっており、入手困難である。

## 収録曲
1. Truth
作詞／別所悠二　作曲・編曲／松ヶ下宏之
2. Nineteen Emotion
3. Truth (Instrumental)